# استعلا

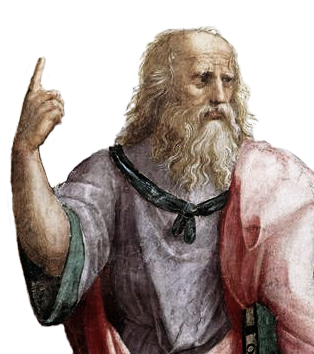
یکی از فلسفه دانان استعلا

در فلسفه، استعلا مفهومی شامل فلسفه‌ها، سیستم‌ها و رویکردهایی است که ساختارهای بنیادی وجود را، نه به صورت هستی‌شناسی (نظریه هستی)، بلکه به عنوان چارچوب ظهور و اعتبار دانش وجود توصیف می‌کند.

## تعریف دینی
در دین، تعالی یا استعلا به جنبه ای از ذات و قدرت خداوند اشاره دارد که کاملاً مستقل از جهان مادی، فراتر از همه قوانین فیزیکی است. این اصطلاح در تقابل با «حلول» قرار می‌گیرد، یعنی خدایی که کاملاً در جهان فیزیکی وجود دارد و بنابراین از راه‌های مختلف برای موجودات قابل دسترسی است. در تجربه دینی ، تعالی حالتی است که بر محدودیت‌های وجود فیزیکی غلبه کرده و طبق برخی تعاریف نیز از آن مستقل شده‌است. این مسئله در نماز، احضار روح، مدیتیشن، مواد روانگردان و امور فراهنجار نمود می‌یابد.

## فلسفه مدرن
در فلسفه مدرن، امانوئل کانت تعریف جدیدی از استعلایی معرفی کرد. در معرفت‌شناسیِ وی، این مفهوم مربوط به شرط امکان خود معرفت است.
یک سؤال متافلسفی که بسیاری از دانشمندان کانتی دربارهٔ آن بحث کرده‌اند این است که انعکاس استعلایی چیست و خود تأمل استعلایی چقدر ممکن است. والنتین بالانوفسکی نشان می‌دهد که این یک ابزار ویژه ذاتی آگاهی ما است، چیزی که توسط آن افراد می‌توانند خود را از سایر اشیا و واقعیت متمایز کنند. استیون پالمکوئست استدلال می‌کند که راه حل کانت برای این مشکل توسل به ایمان است.